# Wolfgang Horvath
Wolfgang Horvath (* 1966 im mittleren Burgenland) ist ein österreichischer Dirigent, Kirchenmusiker, Sprecher und Intendant des Festivals ORGELockenhaus. Er ist Gründer und künstlerischer Leiter des Chores und der Konzertreihe Musica Sacra Lockenhaus sowie der Kammerphilharmonie Lockenhaus.

## Leben und Wirken
Horvath, aufgewachsen in Lockenhaus und Wien, studierte seit dem 14. Lebensjahr Orgel am Joseph-Haydn-Konservatorium des Landes Burgenland in Eisenstadt und an der Universität für Musik und darstellende Kunst Wien. Nach der Matura setzte er mit dem Studium der katholischen Kirchenmusik und des Konzertfachs Orgel bei Peter Planyavsky und Erwin Ortner fort. Von 1986 bis 1992 war Horvath Mitglied des Arnold Schönberg Chores und des ORF-Chores. Bis 1999 wirkte er als Domorganist am Dom zu St. Martin in Eisenstadt. Von 1992 bis 2011 war Wolfgang Horvath als Kirchenmusikreferent und von 1995 bis 2011 als Leiter der Musikabteilung der Diözese Eisenstadt für katholische Kirchenmusik tätig.
Im Bereich Bühnenarbeit wirkte er bei Produktionen von Regisseuren wie Peter Sellars oder Ruth Berghaus an der Wiener Staatsoper, bei den Salzburger Festspielen und am Theater an der Wien mit.
Seit 1988 ist Wolfgang Horvath im deutschen Sprachraum auch als Schauspieler tätig. Dramolette, Kollagen, szenische Lesungen, oft im Kirchenraum, sowie Improvisationsabende mit Edgar Unterkirchner am Saxophon zählen zum Repertoire Horvaths. Er arbeitete unter anderem mit Michael Dangl, Bernarda Fink, Frank Hoffmann, Robert Holl, Angelika Kirchschlager, Peter Simonischek, Gidon Kremer, Elisabeth Kulman, Eduard Kutrowatz, Romuald Pekny, Chris Pichler, Jon Sass, Ildikó Raimondi, Martin Schwab zusammen.
Wolfgang Horvath ist Träger des Ehrenzeichens des Landes Burgenland sowie seit 2011 des Goldenen Ehrenzeichens für Verdienste um die Republik Österreich. Seit 2016 ist Horvath Ehrenbürger der Marktgemeinde Lockenhaus. 2019 wurde er mit dem Großen Ehrenzeichen des Landes Burgenland ausgezeichnet. Für seine Verdienste als Kirchenmusiker erhielt Wolfgang Horvath 2023 den Martinsorden in Gold sowie die Ambrosius-Medaille.